# Montarlot-lès-Rioz
Montarlot-lès-Rioz là một xã ở tỉnh Haute-Saône trong vùng Bourgogne-Franche-Comté phía đông nước Pháp.